# Малинівка (Черняхівська селищна громада)
Мали́нівка — село в Україні, у Житомирському районі Житомирської області, входить до складу Черняхівської селищної громади. Населення становить 87 осіб.

## Історія
Поселення виникло після 1868 року на північно-західній околиці села Федорівка . У 1906 році село Бежівської волості Житомирського повіту Волинської губернії. Відстань від повітового міста 31 верста, від волості 6. Дворів 23, мешканців 152.